# Plémet
Plémet (tiếng Breton: Plezeved, Gallo: Plémaèu) là một xã của tỉnh Côtes-d’Armor, thuộc vùng Bretagne, tây bắc Pháp.

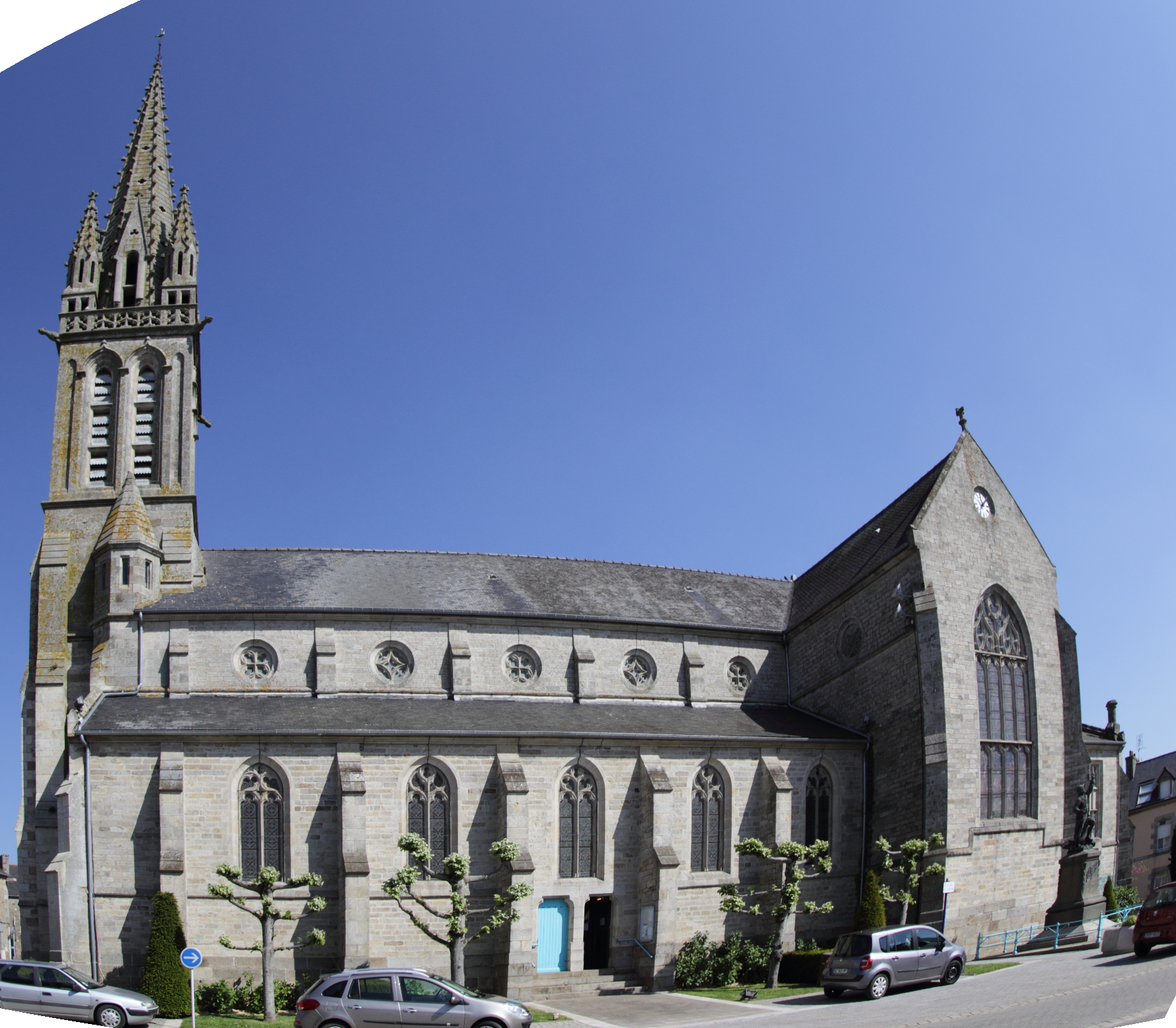
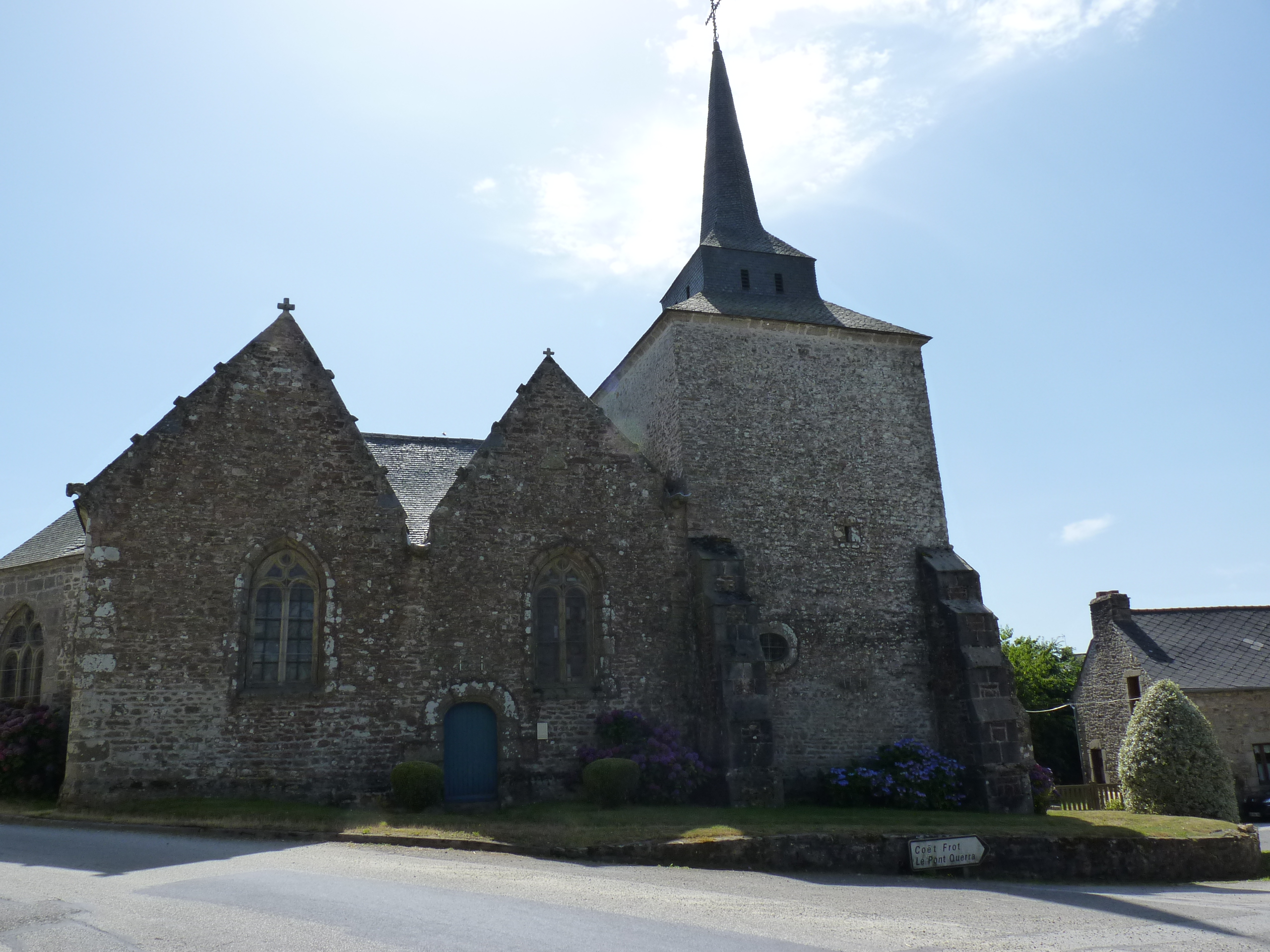
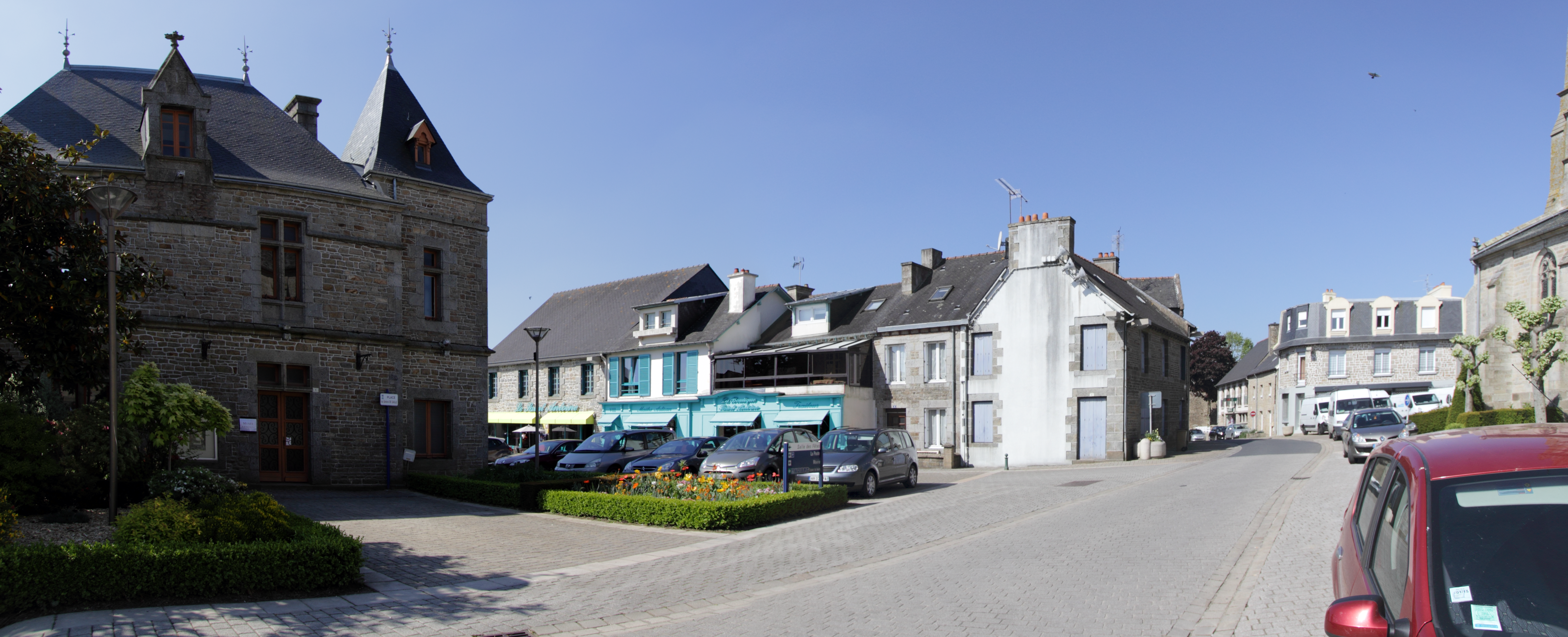
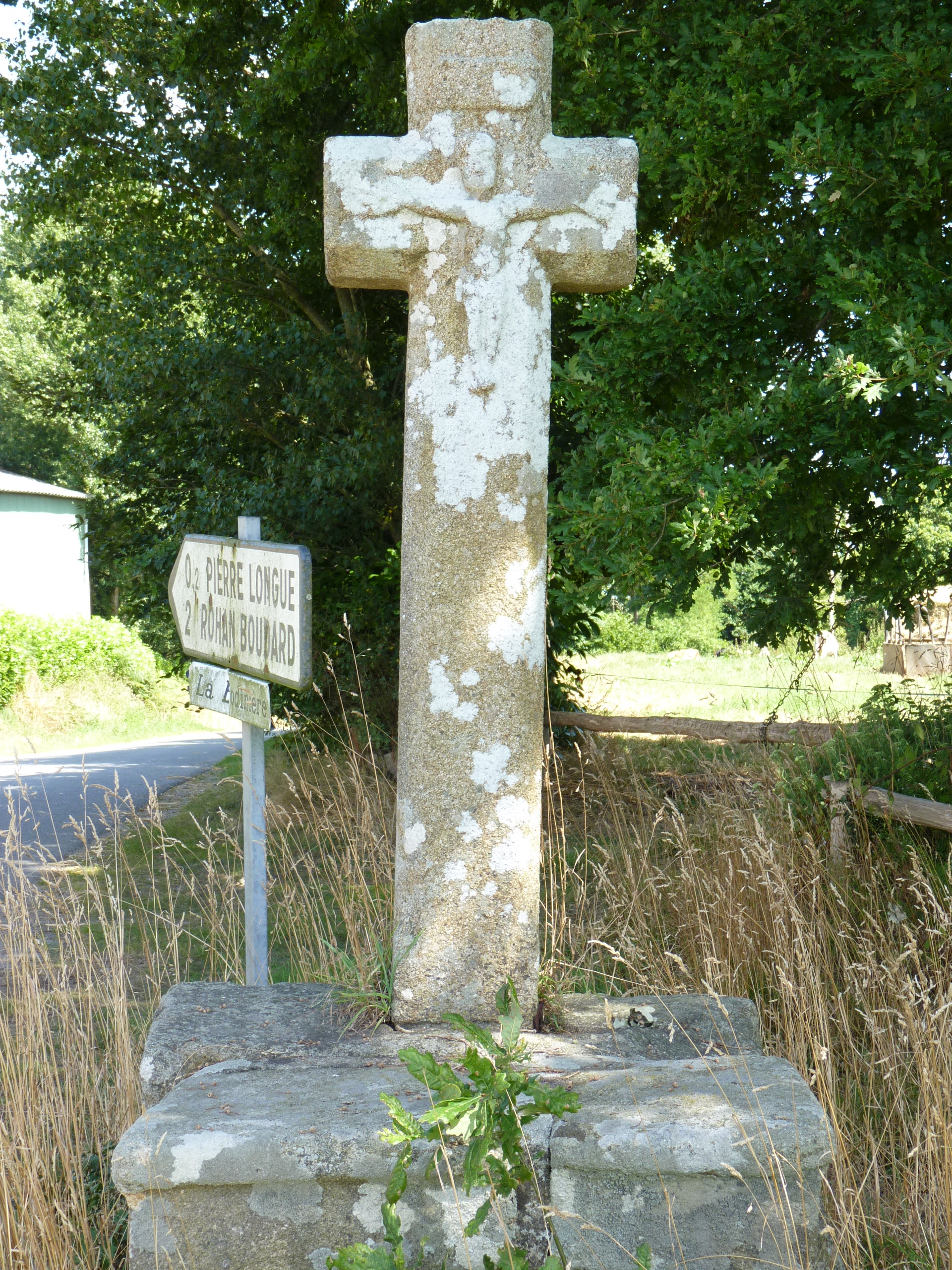
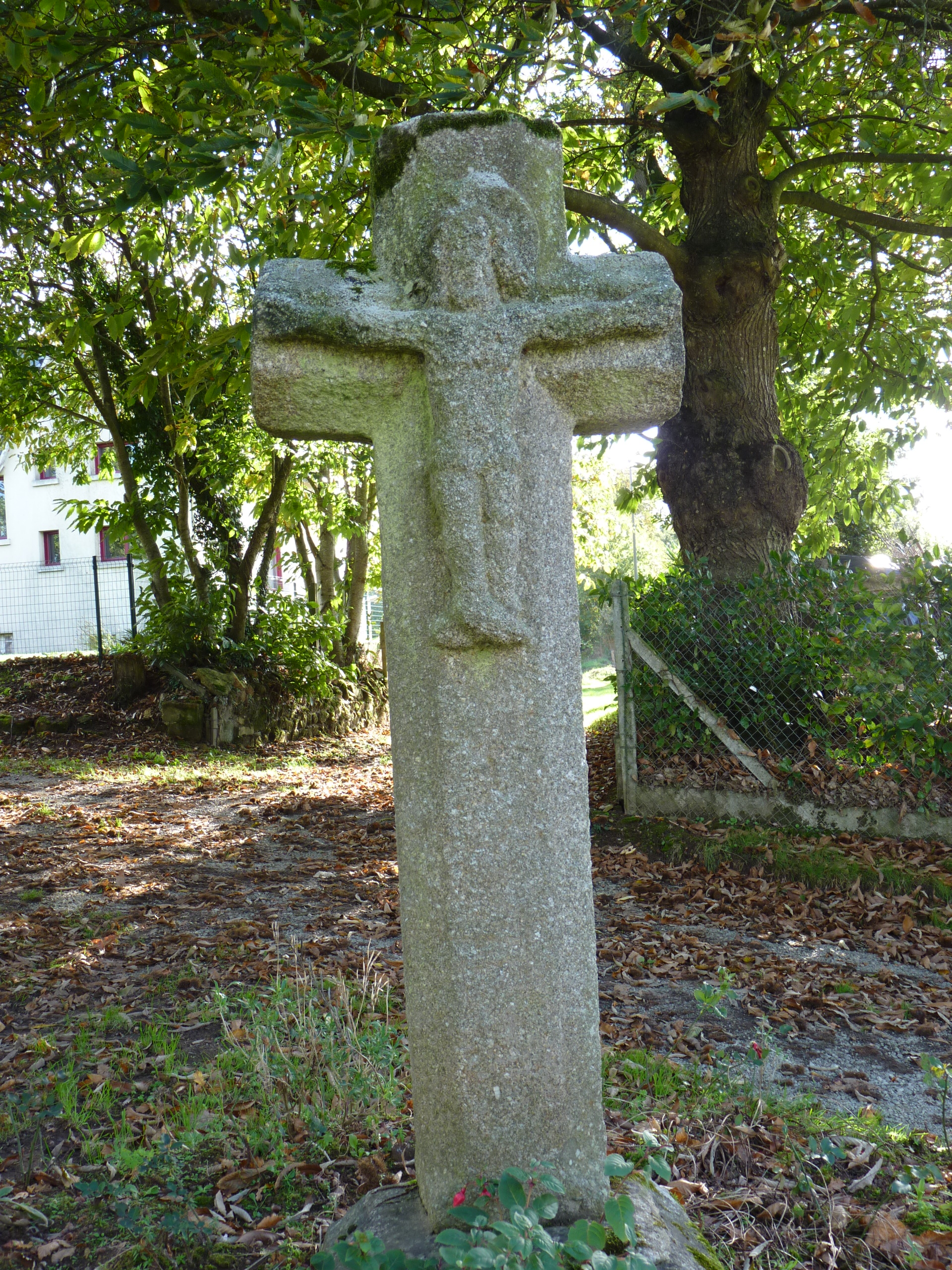
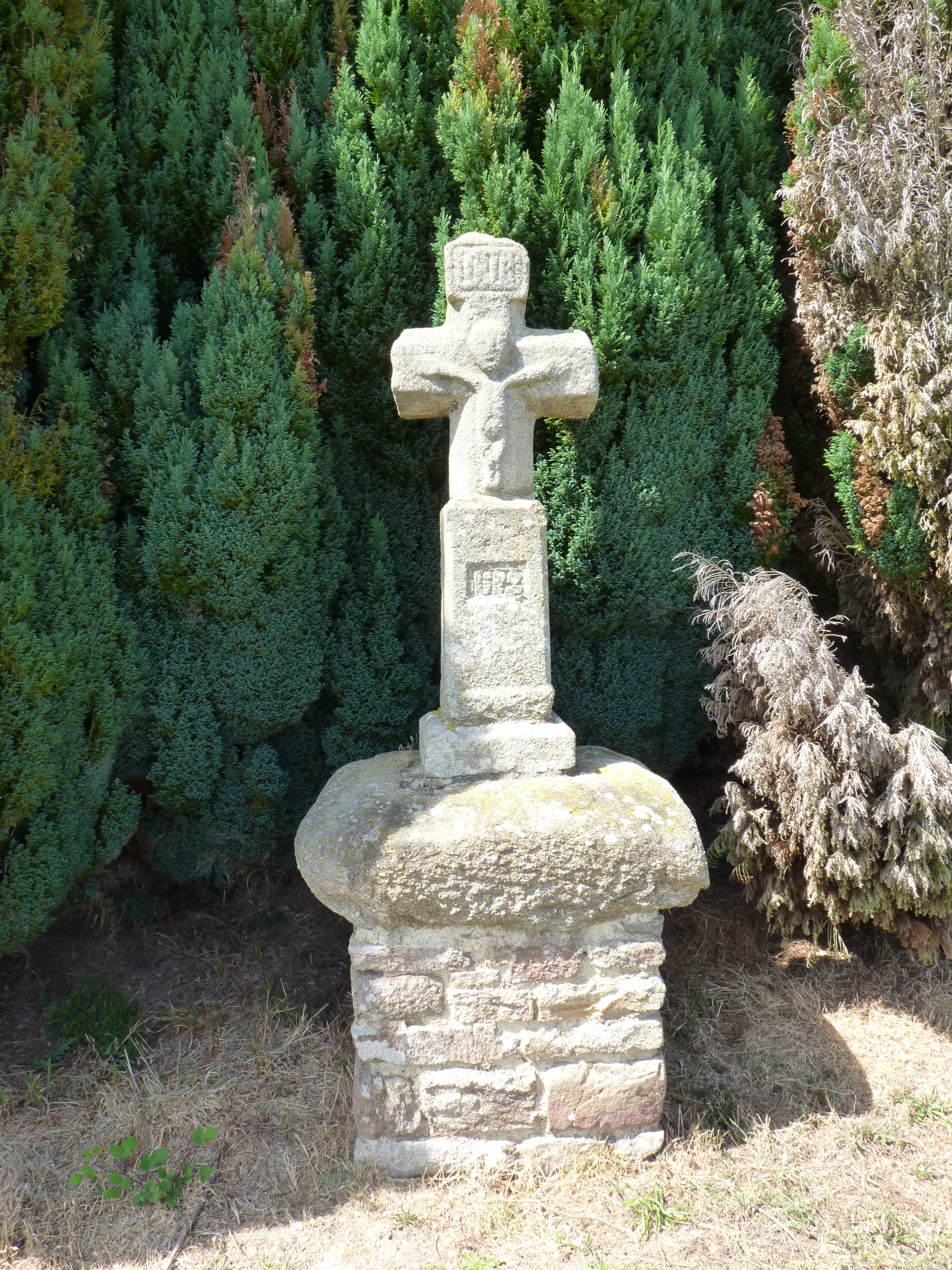

## Dân số
Người dân ở Plémet được gọi là Plémétais.